# Yên Huệ vương
Yên Huệ vương (chữ Hán: 燕惠王; trị vì: 278 TCN-271 TCN), là vị vua thứ 41 hoặc 42 của nước Yên - chư hầu nhà Chu trong lịch sử Trung Quốc.
Ông là con trai của Yên Chiêu vương, vị vua thứ 40 hay 41 của nước Yên. Năm 279 TCN, Yên Chiêu vương qua đời, Yên Huệ vương lên nối ngôi.

## Để mấtnước Tề
Từ thời vua cha Yên Chiêu vương, nước Yên dưới sự chỉ huy của Nhạc Nghị đã đem quân đánh nước Tề, chiếm được 70 thành, chỉ còn Cử và Tức Mặc chưa chiếm được. nhiều kẻ ghen ghét Nhạc Nghị, thường dèm pha rằng Nhạc Nghị muốn tự lập làm Tề vương, nhưng Yên Chiêu vương vẫn tin dùng Nhạc Nghị. Đến khi Huệ vương lên ngôi, chiến sự ở nước Tề bắt đầu bất lợi, tướng Tề là Điền Đan tung phản gián nói:
Nước Tề chỉ còn hai thành không bị lấy nữa mà thôi. Sở dĩ những thành này không bị lấy là vì nghe nói Nhạc Nghị có hiềm khích với vị vua mới ở Yên, muốn giữ tất cả binh lưu lại ở Tề, quay mặt về hướng Nam mà làm vua nước Tề. Điều nước Tề lo ngại chỉ là sợ có viên tướng khác đến.
Yên Huệ vương có ý nghi ngờ, bèn mời Nhạc Nghị về, sai Kị Kiếp ra thay. Nhạc Nghị sợ bị giết bèn chạy sang nước Triệu. Từ khi Kị Kiếp làm tướng, việc binh luôn trễ nải. Lợi dụng cơ hội đó, Điền Đan thu 1000 con trâu, lấy vải quyến mặc lên mình, vẽ vằn rồng ngũ sắc, buộc mũi nhọn ở đầu sừng, buộc lau vào đuôi đổ mỡ vào đấy rồi đốt những bó lau, lại sai đục mấy mươi hang ở thành, ban đêm tung trâu ra, năm ngàn tráng sĩ tiếp theo sau. Đuôi trâu nóng, trâu nổi giận, xông vào quân Yên, quân Yên đang đêm cả sợ. Đuôi trâu bốc lửa, ánh sáng chói lòa. Quân yên nhìn vào thì thấy toàn là vằn rồng, trâu húc vào ai thì người ấy đều bị thương và chết. Điền Đan nhân đó đem quân truy kích, quân Yên thất bại, Ki Kiếp tử chiến. 70 thành lại trở về nước Tề.
Yên Huệ vương ân hận vì bỏ Nhạc Nghị, lại sợ nước Triệu dùng Nhạc Nghị để đánh Yên nhân lúc nước Yên gặp cảnh khó khăn, ông bèn sai người trách Nhạc Nghị và đồng thời xin lỗi. Nhạc Nghị viết thư trả lời cự tuyệt Yên Huệ vương, không trở về làm tướng. Yên Huệ vương không thuyết phục được Nhạc Nghị, vẫn cho con của Nhạc Nghị là Nhạc Gian làm Xương Quốc Quân. Sau đó Nhạc Nghị lại đi lại với nước Yên. Nước Yên và nước Triệu đều cho Nhạc Nghị làm khách khanh.

## Cái chết
Năm 273 TCN, Yên Huệ vương lập ra bốn quận Nghi Dương, Bắc Bình, Liêu Tây, Liêu Đông.
Yên Huệ vương dùng Công Tôn Tháo làm tướng quốc, phong là Thành An quân, cai quản quốc chính. Theo Sử ký, thiên Triệu thế gia, năm 271 TCN, công tôn Tháo làm loạn, giết Huệ vương và lập Yên Vũ Thành vương lên kế vị. Còn Yên thế gia chỉ nhắc đến việc Yên Huệ vương mất năm 271 TCN, không rõ có bị giết hay không.